# Adetus pulchellus
Adetus pulchellus es una especie de escarabajo del género Adetus, familia Cerambycidae. Fue descrita científicamente por Thomson en 1868.
Habita en Argentina, Bolivia, Brasil, El Salvador, Guatemala, Guayana Francesa, Panamá, Paraguay y Venezuela. Los machos y las hembras miden aproximadamente 5,8; 9,5 mm. El período de vuelo de esta especie ocurre en los meses de abril, mayo, julio y noviembre.